# Mittelallalin
Das Mittelallalin  (3457 m ü. M.) ist ein Nebengipfel des Allalinhorns (4027 m ü. M.) in den Walliser Alpen. Der alpinistisch an sich wenig bedeutende Gipfel ist seit 1984 Endstation der Metro Alpin. Bestandteil der Anlagen ist das Drehrestaurant Allalin, das den Titel «höchstes Drehrestaurant der Welt» für sich in Anspruch nimmt. Es bietet 200 Personen Platz und dreht sich in einer Stunde einmal um 360 Grad.
Das Mittelallalin ist Zentrum des Sommerskigebiets (von 3162 bis 3573 Meter hoch) auf dem Feegletscher. Viele Ski-Nationalteams trainieren hier in den Sommermonaten. Ausserdem dient es Bergsteigern als Ausgangspunkt für Hochtouren, vor allem für die Besteigung des Allalinhorns und des Alphubels.
Bergführer Mahnmal: Hier befindet sich auch die wohl höchstgelegene Gedenkstätte der Alpen auf 3500 M. ü. M.

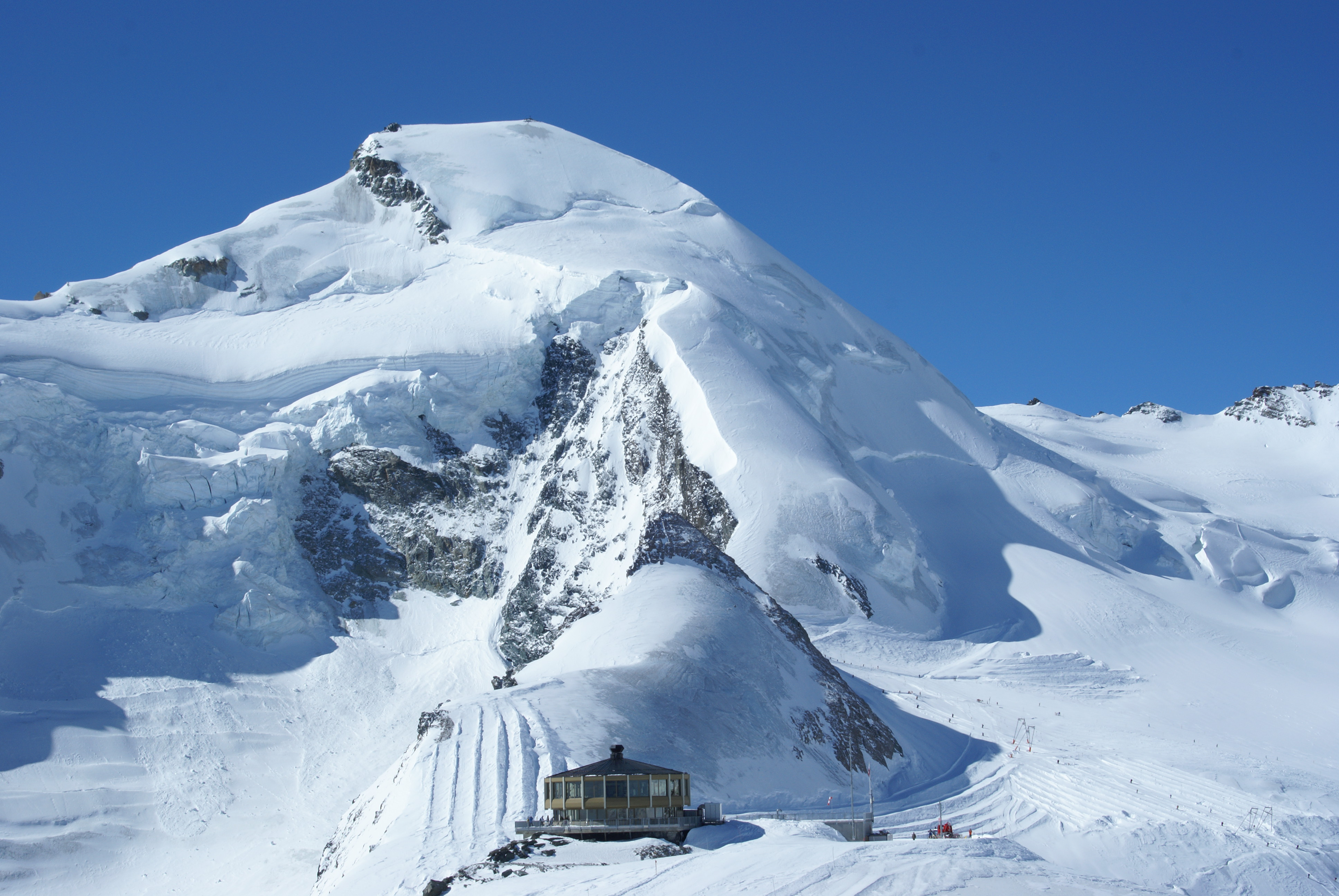
Mittelallalin mit Allalinhorn im Hintergrund